# Mário Figueira Fernandes
Mário Figueira Fernandes (en ruso: Марио Фигейра Фернандес; São Caetano do Sul, São Paulo, Brasil; 19 de septiembre de 1990) es un futbolista brasileño, nacionalizado ruso, que juega en la demarcación de defensa y que actualmente se encuentra sin equipo. Mário fue internacional absoluto con la selección rusa.

## Carrera

### Grêmio
Fernandes se incorporó a Grêmio F. B. P. A.en marzo de 2009, con contrato hasta 2014. Unos días después, Fernandes desapareció y la policía brasileña fue llamada para buscarlo. Fue encontrado unos días después en São Paulo, tras haber retirado dinero en efectivo en Londrina, Porto Alegre y Florianópolis. Fernandes debutó con el club portoalegrense en un partido contra Sport Club do Recife el 28 de junio de 2009, donde se consagraría como lateral derecho titular.

### CSKA Moscú
El 25 de abril de 2012, el presidente de Grêmio anunció que se había llegado a un acuerdo de quince millones de euros con el club ruso P. F. C. CSKA Moscú y que Fernandes se uniría a ellos en espera de un examen médico. CSKA Moscú anunció la llegada el 4 de mayo de 2012.
Durante la temporada 2013-14 sufrió una lesión en la rodilla que lo descartó durante los primeros cuatro meses de la temporada.
En 2015, fue un jugador clave en la tercera ronda de clasificación de la Liga de Campeones: CSKA Moscú ganó el partido de vuelta contra A. C. Sparta Praga por 3 a 2. Fernandes jugó los noventa minutos, después de sesenta y cuatro minutos (2:2), y tras una entrada común de Marek Matějovský, Fernandes realizó un salto simulado, razón por la cual el árbitro, Paolo Mazzoleni, le mostró tarjeta roja a Matějovský. El diario ruso Kommersant escribió que se trataba de «una obra de teatro importante». Los periódicos checos afirmaron que la jugada ciertamente no era digna de una tarjeta y que a Fernandes le faltaba juego limpio.
El 29 de junio de 2017, Mário Fernandes firmó un nuevo contrato con el club moscovita, manteniéndolo hasta el verano de 2022. El 18 de mayo de 2022, Fernandes anunció que rescindiría su contrato con CSKA Moscú tras su último partido de la temporada 2021-22 contra FK Rostov el 21 de mayo de 2022 por motivos personales. El 11 de diciembre de 2022, CSKA Moscú anunció que Mário Fernandes había decidido reanudar su carrera como jugador y permanecer en Brasil hasta 2023.

### S. C. Internacional
El 13 de diciembre de 2022, Sport Club Internacional anunció el fichaje de Fernandes procedente de CSKA Moscú para la temporada 2023. El club moscovita anunció que la transferencia sería un préstamo por un año. En el verano de 2023, CSKA Moscú e Internacional negociaron una transferencia que devolvería a Fernandes al club moscovita, pero las conversaciones se estancaron debido a la negativa de CSKA Moscú de pagar a Internacional por el jugador que se fue; formalmente, el traslado a Internacional era una transferencia permanente y no un préstamo en sí.

### Zenit de San Petersburgo
El 17 de julio de 2023, Fernandes volvería a Rusia después de fichar por Zenit de San Petersburgo por una temporada con opción a otra. Con este equipo disputó dieciocho partidos, contribuyó a conseguir el triplete nacional y se marchó en julio de 2024 tras acordar la rescisión de su contrato.

## Selección nacional
Fernandes ya había jugado al menos un partido amistoso con la selección brasileña a finales de 2014, un amistoso ante Japón que culminó en victoria de 4 a 0. A pesar de ser brasileño, obtuvo la nacionalidad rusa el 12 de junio de 2016, y debutó en un partido amistoso con la selección el 23 de marzo de 2017 ante Costa de Marfil.
En la Copa Mundial de Fútbol de 2018 disputada en Rusia, tuvo una destacada actuación en el lateral derecho de la selección de Rusia. El 7 de julio de 2018 marcó un gol de cabeza en el tiempo suplementario para empatar el partido de cuartos de final contra Croacia. Fue el 2 a 2 definitivo, pero en la definición por penales tiró fuera el suyo, y Rusia fue eliminada.

## Clubes
Actualizado al último partido disputado el 13 de marzo de 2024.
| Club                     | País          | Año           | Partidos | Goles |
| ------------------------ | ------------- | ------------- | -------- | ----- |
| Grêmio                   | Brasil        | 2009-2012     | 97       | 3     |
| P. F. C. CSKA Moscú      | Rusia         | 2012-2022     | 329      | 11    |
| S. C. Internacional      | Brasil        | 2023          | 5        | 0     |
| Zenit de San Petersburgo | Rusia         | 2023-2024     | 18       | 0     |
| Total carrera            | Total carrera | Total carrera | 449      | 14    |

## Palmarés

### Títulos estatales
| Título            | Club               | Estado             | Año  |
| ----------------- | ------------------ | ------------------ | ---- |
| Campeonato Gaúcho | Grêmio F. B. P. A. | Río Grande del Sur | 2010 |

### Títulos nacionales
| Título                | Club                     | País  | Año     |
| --------------------- | ------------------------ | ----- | ------- |
| Liga Premier de Rusia | P. F. C. CSKA Moscú      | Rusia | 2012-13 |
| Copa de Rusia         | P. F. C. CSKA Moscú      | Rusia | 2012-13 |
| Supercopa de Rusia    | P. F. C. CSKA Moscú      | Rusia | 2013    |
| Liga Premier de Rusia | P. F. C. CSKA Moscú      | Rusia | 2013-14 |
| Supercopa de Rusia    | P. F. C. CSKA Moscú      | Rusia | 2014    |
| Liga Premier de Rusia | P. F. C. CSKA Moscú      | Rusia | 2015-16 |
| Supercopa de Rusia    | P. F. C. CSKA Moscú      | Rusia | 2018    |
| Liga Premier de Rusia | Zenit de San Petersburgo | Rusia | 2023-24 |
| Copa de Rusia         | Zenit de San Petersburgo | Rusia | 2023-24 |